# Sanblasia dressleri
Sanblasia dressleri là một loài thực vật có hoa trong họ Marantaceae. Loài này được Bengt Lennart Andersson miêu tả khoa học đầu tiên năm 1984. Hiện tại, nó là loài duy nhất trong chi Sanblasia.

## Đặc điểm
S. dressleri được mô tả từ vật liệu thu thập tại Serranía de San Blas, miền đông Panama. Cụm hoa có hình dạng chung giống như ở Ischnosiphon, nhưng bầu nhụy có 3 lá noãn, như ở Calathea, và lá bắc con có rãnh và gờ, như ở nhiều loài Calathea và ở Pleiostachya.

## Quan hệ họ hàng
Trong nghiên cứu phát sinh chủng loài của Borchsenius et al. (2012) thì S. dressleri và nhóm Calathea nghĩa hẹp (sensu stricto) tạo thành một nhánh có quan hệ chị-em và các tác giả coi Sanblasia như là đồng nghĩa muộn của Calathea nghĩa hẹp.

## Phân bố
Sanblasia dressleri là loài đặc hữu Panama.